# Total Request Live
Total Request Live (comunemente chiamato anche TRL) è un programma televisivo statunitense trasmesso su MTV, molto popolare tra i giovani, grazie alla sua interattività.
TRL è stato uno degli ultimi programmi ad avere protagonista assoluta la musica, dal momento che il canale è attualmente più incentrato sui reality show. Oltre ai videoclip musicali votati dai telespettatori, TRL ospitava anche grandi nomi dello spettacolo. Lo show infatti era una buona occasione per cantanti, attori e altre celebrità, di promuovere i loro ultimi lavori nel mondo dei giovani.
Nella sua versione originale, TRL trasmetteva i 10 video più richiesti del giorno, che venivano decretati in base al numero di voti che i telespettatori inviavano. Il countdown cominciava con il video meno richiesto (quindi l'ultima posizione), e terminava con quello più richiesto (corrispondente alla posizione numero uno). Lo show trasmetteva dal lunedì al giovedì per un'ora, ma l'orario e i giorni subirono variazioni, tra una stagione e l'altra. Nonostante la denominazione "Live" nel titolo del programma, molti episodi in realtà venivano registrati giorni prima.
Il 15 settembre 2008 molte testate giornalistiche, ed in seguito la stessa MTV, annunciarono che TRL sarebbe stato chiuso e rimpiazzato con FNMTV. L'ultima puntata, in occasione prolungata a tre ore, venne trasmessa il 16 novembre 2008, dalle 20:00.
A quasi dieci anni dalla cancellazione del programma, il network MTV decide di riproporre la trasmissione nei suoi palinsesti, la quale viene proposta a partire dal 2 ottobre 2017.
Il programma ha riscontrato un discreto successo, specialmente tra i giovani. Nelle varie puntate sono stati molti gli ospiti appartenenti al mondo della musica, dello spettacolo e dei social.

## Storia

### Gli inizi diTRL
Le origini di TRL portano al lontano 1997 quando MTV cominciò a trasmettere MTV Live (inizialmente trasmesso dal VJ inglese Toby Amies) dai nuovissimi studi di MTV, che si affacciavano su Times Square a New York. MTV Live era un contenitore pomeridiano ricco di interviste, performance musicali, e notizie dal mondo della musica. Anche se più volte negato dai produttori in persona, MTV Live condivideva molte delle idee originali di altri programmi come Much On Demand, uno show dal vivo trasmesso da MuchMusic, una rete televisiva canadese, e Good Morning America, che avevano entrambi la diretta condotta da uno studio che si affacciava su una città metropolitana.
Durante lo stesso periodo, MTV iniziò a trasmettere un countdown semplicemente intitolato Total Request, condotto da Carson Daly. Total Request, da allora, fu però sempre più cambiato, a partire dal fatto che il conduttore introdusse dei video musicali, che i telespettatori potevano votare da una lista disponibile in rete. Così, mentre lo show cominciava a decollare, fu presto inserito nella lista dei programmi quotidiani nella Summer Share di MTV. Il format, dunque, fu la prova schiacciante di come l'interattività tra i giovani aveva molto successo, e poteva quindi avere le carte giuste, per divenire uno dei programmi più longevi nella storia di MTV.

### Gli anni con Carson Daly
Con la caduta del 1998, i produttori di MTV decisero di fondere i contenuti in diretta di MTV Live insieme a quelli dell'interattività di Total Request, creando così Total Request Live, che andò in onda per la prima volta dagli studi di MTV il 14 settembre 1998. Lo show, fin dall'inizio, fu sempre nominato come programma di punta del canale.
Il primo conduttore di TRL, Carson Daly, portò molta popolarità allo show. Il famoso acronimo di TRL fu infatti adottato come nome ufficiale dello show nel febbraio 1999, dopo che i due conduttori Daly e Dave Holmes iniziarono ad usare l'acronimo anche durante il programma. Da allora, il programma veniva nominato quasi sempre con l'acronimo, anziché con il titolo esteso, Total Request Live. La classifica dei video cominciò con voti davvero molto alti, tra cui favorimenti per star del periodo come Aaliyah, Britney Spears, 'N Sync, e Backstreet Boys.
TRL per raggiungere il culmine della popolarità dovette spendere un intero anno. Nell'autunno del 1999, nello studio veniva ospitato anche un pubblico di circa trenta elementi. Dalla primavera del 2000, le cifre dei click sul sito di MTV furono spaventosi: in un breve periodo, lo show aveva conquistato gran parte del pubblico del canale. Fu persino prolungata la "durata" del programma, nel fine settimana veniva infatti trasmesso TRL Weekend, con un riassunto delle 10 posizioni più votate della settimana appena conclusa, trasmesso per un breve periodo nel 2000.
Nel 2001, la popolarità di TRL fu a livelli così alti che una rete posseduta sempre dalla Viacom, la CMT, creò uno spin-off intitolato CMT Most Wanted Live, trasmesso fino al 2004.
Ovviamente, col trascorrere degli anni, TRL ha subito dei cambiamenti ben notabili. Ad esempio, nell'autunno del 2001 fu completamente ristrutturato lo studio, oltre alla creazione di un nuovo logo e di una nuova grafica. L'anno successivo, il 23 ottobre 2002, TRL celebrò la sua puntata numero 1000. Il video in prima posizione in quel giorno era Dirrty della cantante pop Christina Aguilera. Oltre a cambiamenti, anche sospetti abbandoni: Carson Daly sarebbe apparso nello show sempre molto di meno.

### Dopo l'addio di Carson Daly

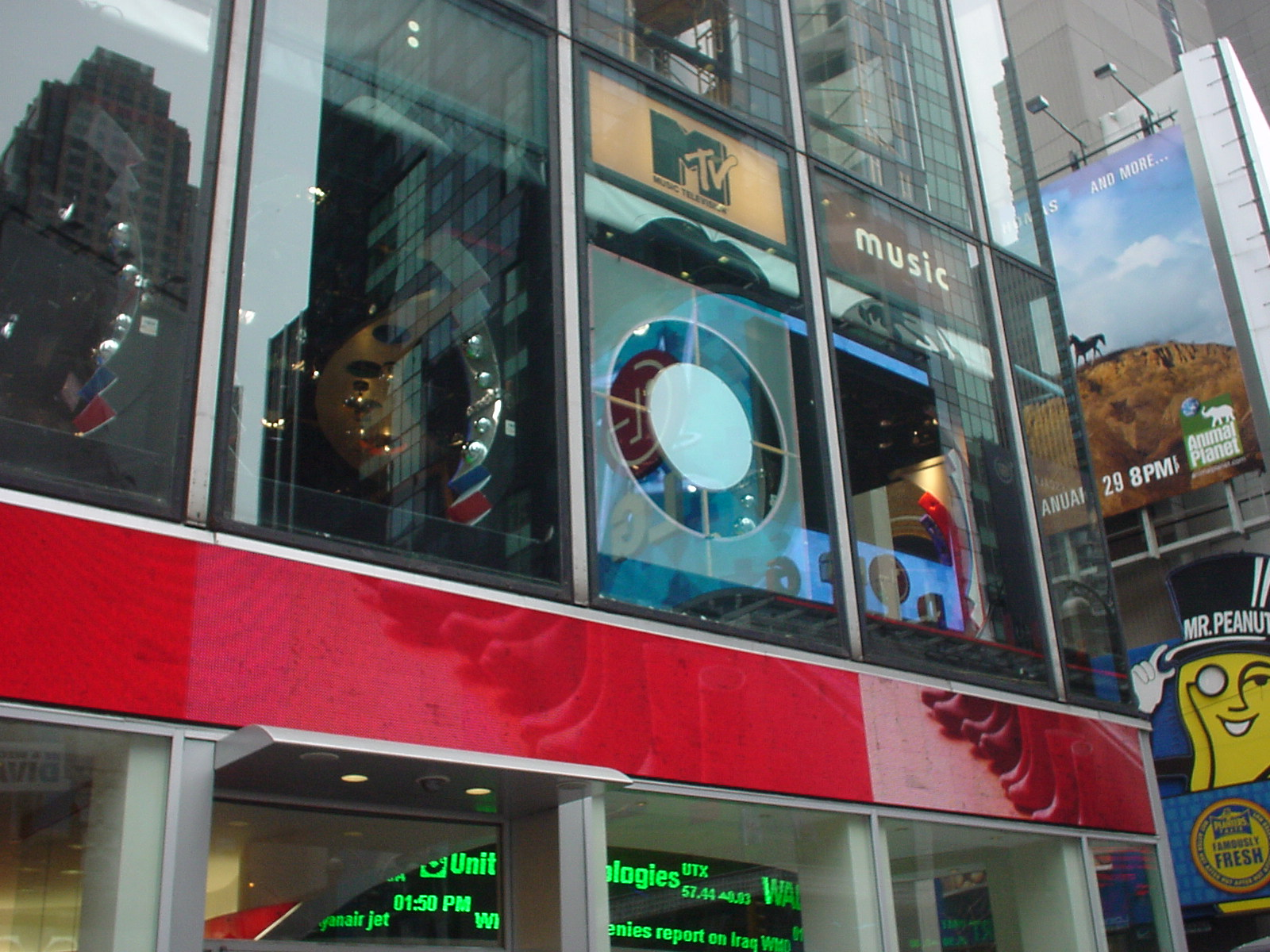
Lo studio di TRL a New York

Nel 2002, denominata "generazione successiva di TRL" attraversò un momento di breve crisi, con l'abbandono di Carson Daly come conduttore della trasmissione. Daly lasciò infatti il programma per condurre il suo talk show della NBC Last Call, che veniva già trasmesso da un anno. Dopo la dipartita di Daly, fu un succedersi di VJ per la trasmissione, tra cui Damien Fahey, Vanessa Minnillo, Quddus, La La Vasquez, Susie Castillo, e Hilarie Burton. Alcuni di questi VJ debuttarono nello show già nei precedenti anni, quindi alcuni ebbero già l'opportunità di condurre lo show anche nei giorni in cui Carson Daly non era presente.
Dal 2005 fu adottato un nuovo sistema di votazione, messo in discussione da molti telespettatori della trasmissione. Mentre chiunque prima poteva votarsi un qualsiasi artista innumerevolti volte, dopo le decisioni prese da MTV, solo gli utenti registrati sul sito di MTV.com potevano votare, ed inoltre si poteva votare una sola volta al giorno. Successivamente, il 10 luglio 2006, MTV annunciò che non era più possibile votare via telefono, abbandonando così il famoso numero 1-800-DIAL-MTV, che fu usato addirittura nei programmi antecedenti all'era di TRL, come appunto Dial MTV.
Nel settembre 2006, TRL raggiunse l'ottava stagione, e deteneva ancora il primato di programma più longevo prodotto da MTV. Anche se inspiegabilmente, in questo periodo, TRL cominciò a trasmettere solo quattro giorni alla settimana (dal lunedì al giovedì), mentre prima tutti i cinque giorni della settimana.
Altri VJ che si alternarono nella conduzione di TRL nel 2008 furono Damien Fahey e Lyndsey Rodrigues. Anche Stephen Colletti, uno dei membri passati del cast di Laguna Beach, è apparsa in veste di conduttrice a TRL diverse volte.
Il 2 maggio 2007, TRL ha celebrato la sua puntata numero 2000, trasmettendo i migliori momenti accaduti negli anni passati, e una classifica dei dieci video più votati in quegli anni. Si piazzò al primo posto il successo di Justin Timberlake Cry Me a River.

### La fine diTRL
Nel 2007 cominciarono a circolare delle voci di corridoio per cui lo show sarebbe presto stato cancellato dal palinsesto di MTV, a causa dei deludenti ascolti che il programma aveva in quel periodo. All'inizio del 2007, quasi 373 000 telespettatori guardavano ogni giorno il programma. Il New York Daily News fu una delle testate giornalistiche a riportare questa voce. Nel febbraio 2007, venne comunque smentita la notizia dallo stesso MTV, affermando con certezza che lo show avrebbe continuato a trasmettere regolarmente.
I produttori di TRL, nel frattempo, stavano comunque sperimentando dei nuovi progetti, come ad esempio uno show in cui i video ad essere trasmessi sono quelli inviati dai telespettatori stessi via internet con le loro videocamere, anche per incrementare le visite sul portale MTV Overdrive. Sempre nello stesso periodo, MTV stava segretamente pensando di cancellare lo show e di rimpiazzarlo con una versione più alternativa del programma, denominata YouRL (una omofonia di URL.)
Successivamente nel luglio 2007, venne dichiarato che YouRL non ebbe il successo sperato dai produttori e che, almeno per quel periodo, il concetto di YouRL venne abbandonato. Total Request Live procedette comunque nel produrre la sua decima stagione, partita il 4 settembre.
Con molta amarezza, il 15 settembre 2008 venne annunciata la chiusura di TRL. L'ultimo episodio venne trasmesso il 13 novembre 2008 con ospiti Seth Green e The All-American Rejects. Alla fine dell'episodio, Lindsey e Damien hanno aiutato nell'immaginario processo di demolizione del programma, abbassando pian piano le luci dello studio. Prima della sigla finale, il cast e tutta la troupe del programma hanno salutato i loro telespettatori con messaggi di addio, registrati in precedenza.
Per dare un saluto ai loro fan, MTV ha trasmesso una puntata speciale dello show il 16 novembre 2008. Numerosi gli ospiti apparsi in questa puntata: Ludacris, Snoop Dogg, Nelly, Beyoncé, 50 Cent, i Fall Out Boy, i Backstreet Boys, Justin Timberlake, Kid Rock, JC Chasez, Christina Aguilera, Travis Barker, Taylor Swift, Hilary Duff, Eminem, e Jonathan Davis dei Korn.
L'ultimo video ad essere trasmesso a TRL (durante l'episodio finale) fu "...Baby One More Time" di Britney Spears, essendo il video più volte alla numero uno e uno dei più richiesti nella trasmissione, durante i suoi dieci anni di vita.

### L'ultima classifica di TRL
TRL, per l'ultima puntata, ha scelto i dieci video più rappresentativi del programma dei dieci anni passati e li ha inseriti in una classifica speciale.
| Posizione | Anno | Artista                        | Video                   | Regista                      |
| --------- | ---- | ------------------------------ | ----------------------- | ---------------------------- |
| 1         | 1998 | Britney Spears                 | "...Baby One More Time" | Nigel Dick                   |
| 2         | 2000 | Eminem                         | "The Real Slim Shady"   | Dr. Dre/Philip Atwell        |
| 3         | 1999 | Backstreet Boys                | "I Want It That Way"    | Wayne Isham                  |
| 4         | 2000 | 'N Sync                        | "Bye Bye Bye"           | Wayne Isham                  |
| 5         | 2002 | Christina Aguilera             | "Dirrty"                | David LaChapelle             |
| 6         | 1999 | Kid Rock                       | "Bawitdaba"             | Dave Meyers                  |
| 7         | 2003 | Beyoncé feat. Jay-Z            | "Crazy in Love"         | Jake Nava                    |
| 8         | 2004 | Usher feat.Ludacris & Lil' Jon | "Yeah!"                 | Mr. X                        |
| 9         | 1999 | blink-182                      | "What's My Age Again?"  | Marcos Siega/Brandon PeQueen |
| 10        | 2003 | Outkast                        | "Hey Ya!"               | Bryan Barber                 |

### Il ritorno
Il 25 giugno 2014 MTV annuncia l'intenzione di voler rispolverare dalla cantina Total Request Live per un giorno il 2 luglio. Lo speciale si discosta comunque dalla formula originale del programma, dura solo 30 minuti e ha come ospite la cantante Ariana Grande che canta alcuni dei suoi successi e mette alla prova le sue conoscenze in fatto di musica hip hop. Non a caso lo show prende il nome di "Total Ariana Live", ma viene comunque trasmesso dagli storici studios di MTV a Times Square con la presenza del pubblico nello studio. La stessa Grande ha dichiarato in un'intervista che "è stato un grande onore riportare TRL nel palinsesto di MTV." La puntata ha registrato un ascolto di 456.000 spettatori.
Il 27 settembre 2016, durante la campagna Elect This, MTV ha nuovamente riproposto il programma per un appuntamento speciale da un'ora intitolato Total Registration Live. È stato trasmesso in contemporanea sul sito di MTV, sull'app e sulle pagine Facebook e YouTube. La conduzione è stata affidata a Nessa ed ha visto ospite Ty Dolla $ign. Ci sono stati inoltre altri interventi da parte di Joss Whedon, Camila Cabello, Vic Mensa, Natalia Dyer e Mack Wilds.
Il 18 aprile 2017, MTV annuncia l'intenzione di riportare il programma in pianta stabile nei palinsesti della rete ma con un nome nuovo, MTV Live. Successivamente, il 30 luglio 2017, viene invece deciso di riprendere il titolo storico del programma. A condurre il programma non è più Carson Daly (impegnato con The Voice), bensì cinque conduttori che si alterneranno nei vari appuntamenti: DC Young Fly, Erik Zachary, Amy Pham, Tamara Dhia e Lawrence Jackson. La prima puntata viene trasmessa il 2 ottobre 2017 dai nuovi studi di Times Square a New York. Dopo le vacanze di Natale, lo show viene ridotto da un'ora a mezz'ora e viene interrotto il 23 aprile 2018.
Nel frattempo, nel mese di febbraio, è stato lanciato lo spin-off Total Request LateNight. Lo show viene mandato in seconda serata due volte a settimana, il lunedì il martedì. La versione pomeridiana viene invece sostituita a partire da aprile da una versione daily mattutina intitolata Total Request A.M. che si discosta molto dalla versione classica. Essendo un programma non più in diretta ma pre-registrato, MTV decide di rinominare il programma in Total Request List. L'ultimo episodio di TRL AM viene trasmesso il 30 novembre 2018.
A partire dal 13 aprile 2019, dopo più di 4 mesi di pausa, il brand ritorna nei palinsesti di MTV con il programma TRL Top 10. Nello show riappare la classifica dei 10 videoclip, alternati da ospiti e altri segmenti, presentati da Sway, Kevan Kenney e Jamila Mustafa.

## Versioni internazionali
Dopo la nascita negli Stati Uniti, anche molte altre MTV hanno cominciato a trasmettere la propria versione del programma.

### Italia
La prima versione internazionale di TRL è lanciata in Italia il 1º novembre del 1999. Questi sono i conduttori che si sono succeduti durante le varie stagioni: Marco Maccarini, Giorgia Surina, Federico Russo, Carolina Di Domenico, Alessandro Cattelan, Elena Santarelli, Carlo Pastore e Elisabetta Canalis. TRL durante l'anno andava in onda da Milano in Piazza del Duomo ma in estate partiva per il tour che lo porta in numerose città italiane (come Roma, Pescara, Genova, Firenze, Torino, Napoli). Lo show venne, tuttavia, cancellato nel 2010. Fino al 2012 sono stati comunque celebrati i TRL Awards.

### Germania
La versione tedesca del programma, che veniva presentata da Joko e Mirjam, era conosciuta come Total Request Live Germany. Essa era quella più seguita tra tutte le versioni europee di TRL e andava in onda dalle 16:00 alle 17:00 dal lunedì al venerdì. Ha chiuso durante l'estate del 2009 ed è stata rimpiazzata con la trasmissione MTV Home.

### Polonia
A causa dei pochi ascolti la versione polacca dello show è stata cancellata e sostituita da un programma chiamato The Interactive Chart.

### Romania
TRL spopolò molto anche in Romania, dove fu lanciato da Mtv Romania nel gennaio 2007. Il programma era molto ispirato alla versione italiana in molti aspetti, tra cui la grafica.
veniva trasmesso dalla capitale Bucarest, dal lunedì al venerdì.
L'anno seguente gli ascolti ebbero un forte calo e la trasmissione fu costretta a chiudere i battenti.

### Australia
La versione australiana di TRL inizialmente andava in onda solo il fine settimana mentre poi fu spostato dal lunedì al venerdì. Tra i vari conduttori di TRL Australia ci furono Maz Compton, Lyndsey Rodrigues, Nathan Sapsford e Jason Robert Dundas. All'inizio del 2006 ritornò a trasmettere solo durante il venerdì pomeriggio. Ma alla fine dello stesso anno fu cancellato e rimpiazzato con il programma "The Lair". A partire da marzo 2019 lo show ritorna nei palinsesti di MTV Australia.

### Regno Unito
La versione inglese, conosciuta con il nome di TRL UK veniva condotta da Dave Berry, Alex Zane, Jo Good, e Maxine Akhtar. Il programma andava in onda dal Leicester Square a Londra. Dopo la fine della prima serie in diretta dal Leicester Square, la top 10 fu cancellata dal programma. L'ultima serie è finita alla fine del 2005. Lo show non è più tornato e il suo studio attualmente viene usato da Russell Brand per qualche talk show di MTV.

## Programmi simili
- In America Latina, un programma simile a TRL viene chiamato Los 10+ Pedidos (I 10 più richiesti) e viene condotta da "Gabo" nelle regiondi del nord (Messico) e nelle regioni centrali (America Centrale, Colombia, Perù, Ecuador, Venezuela, Cile e Bolivia) e da Cecilia nelle regioni del sud (Argentina, Uruguay, Paraguay e anche parte del Brasile) tutti i giorni dalle 15:00 alle 16:00.
- In Brasile, c'è un programma molto similare, che spesso viene paragonato a TRL, chiamato Disk MTV. Il programma è stato creato molto prima di TRL (1990) e non ha mai cambiato il suo format (un programma basato su una top 10) durante gli anni. Disk MTV va in onda dal lunedì al venerdì dalle 18:00 alle 19:00.
- In Canada, MTV manda in onda MTV Live, un talk show molto paragonabile a TRL, ma con contenuti musicali molto bassi.